# شون دانيال
شون دانيال (بالإنجليزية: Sean Daniel)‏ هو منتج أفلام أمريكي، ولد في 15 أغسطس 1951 في نيويورك في الولايات المتحدة.

## وصلات خارجية
- شون دانيال على موقع IMDb (الإنجليزية)
- شون دانيال على موقع قاعدة بيانات الفيلم (الإنجليزية)